# تونی هوتونن
تونی هوتونن (فنلاندی: Toni Huttunen؛ زادهٔ ۱۲ ژانویهٔ ۱۹۷۳) بازیکن فوتبال اهل فنلاند بود.
از باشگاه‌هایی که در آن بازی کرده‌است می‌توان به باشگاه فوتبال فالکیرک و باشگاه فوتبال میپا اشاره کرد.
وی همچنین در تیم ملی فوتبال فنلاند بازی کرده‌است.